# 닌자 프린세스
닌자 프린세스(忍者プリンセス)는 세가가 1985년에 발매한 런 앤 건 아케이드 게임이다. 에도 시대의 공주 쿠루미가 쿠노이치로 나서서 표창과 쿠나이를 이용해 적군들을 물리친다는 내용이다. 서양 지역에선 세가 닌자(Sega Ninja)라는 이름으로 발매됐다. 후에 세가 마스터 시스템으로 발매된 버전은 '닌자 프린세스 1 메가판 - 닌자'(忍者プリンセス1メガ版 忍者)라는 이름으로 출시됐다.